# Assioma
Un assioma, in epistemologia, è una proposizione o un principio che è assunto come vero perché ritenuto evidente o perché fornisce il punto di partenza di un quadro teorico di riferimento.
L'insieme degli assiomi e dei concetti primitivi costituiscono il fondamento, il "punto di partenza", o l'inizio, di ogni teoria deduttiva che si presenti come sistema assiomatico (si vedano dimostrazione e dimostrazione matematica).
Un postulato si differenzia da un assioma in quanto è introdotto per dimostrare proposizioni che altrimenti non potrebbero essere dimostrate. In altri termini si può definire come una semplicissima "teoria ad hoc", accettata grazie alla sua utilità.
In matematica il termine postulato invece ha il significato più preciso di assioma non-logico, cioè di assioma specifico di una particolare teoria matematica.
Gli assiomi e i postulati, proprio per loro natura, non sono mai dimostrati.

## Sviluppo storico

### Filosofia antica
Ogni sistema deduttivo prende le mosse da un sistema di enunciati, che si possono genericamente definire premesse.
Tali premesse venivano distinte dai filosofi greci (Aristotele in particolare, ma si trovano diverse anticipazioni anche nel suo maestro Platone) in diversi tipi:
- necessarie
  - definizioni[3]
  - assiomi[4]
- non necessarie
  - ipotesi[5]
  - postulati[6]

Le definizioni erano considerate necessarie poiché si riteneva impossibile parlare di qualcosa senza aver detto "che cosa fosse" la cosa di cui si stava parlando.
Gli assiomi erano invece considerati necessari in quanto enunciavano delle verità evidenti a chiunque, non dimostrabili ma nondimeno indubitabili. In quanto verità note a tutti, essi venivano anche considerati delle nozioni comuni, ed è così che gli assiomi vengono chiamati da Euclide nei suoi Elementi.
Invece le ipotesi ed i postulati non erano considerati necessari, ma premesse che potevano essere assunte o meno a seconda dei fini e delle circostanze del discorso.
In particolare chi svolgeva un certo ragionamento chiedeva all'interlocutore di assumere per veri certi postulati; non era necessario che egli li ritenesse veri, ma gli si chiedeva solo di seguire il ragionamento che si dipanava da essi quando si fossero assunti come veri.
Quanto alle ipotesi, erano simili ai postulati, con la differenza che colui che li assumeva come premesse lo faceva solitamente con qualche riserva, o perché ritenuti veri dall'interlocutore ma non da colui che svolgeva il ragionamento, o perché si voleva vedere a quali conclusioni avrebbero condotto quelle ipotesi, per stabilire poi - in base a quelle conclusioni - se le ipotesi erano da rigettare. Un esempio tipico di assunzione di ipotesi si verifica quando l'interlocutore afferma qualcosa che non si crede vera, e ci si rende disponibili momentaneamente a ricavare delle implicazioni da quelle ipotesi per mostrare che si tratta di implicazioni inaccettabili (solitamente perché contraddittorie, nel qual caso si ottiene la cosiddetta "dimostrazione per assurdo" della negazione delle ipotesi).

### Logica moderna
Oggigiorno la logica matematica non ritiene più di potersi fondare su verità necessarie (o necessariamente evidenti a chiunque), e nella costruzione di un sistema deduttivo ci si limita ad elencare in modo "neutro" una serie di premesse per vedere quali implicazioni possano essere dedotte da esse. Inoltre nessun sistema deduttivo tenta di dire "che cosa sono" i termini che esso impiega, nel senso che si è rinunciato al tentativo millenario (da cui aveva preso le mosse la costruzione della metafisica) di dare una definizione esplicita di quei termini, e ci si limita a mettere assieme un sistema di enunciati che impiegano quei termini e dai quali si possano ricavare delle dimostrazioni, ritenendo in questo modo di aver dato una definizione implicita di quei termini.
Si è dunque rinunciato del tutto alle premesse che gli antichi consideravano "necessarie", cioè le definizioni e gli assiomi, e si sono mantenute solo le premesse "non necessarie", che sono i postulati e le ipotesi. Se poi si considera che la distinzione fra postulato e ipotesi ha più che altro un valore "polemico" nell'ambito dello scambio dialettico fra interlocutori, ci si rende conto che l'atteggiamento "neutro" che vorrebbe assumere la logica contemporanea è ben reso da ciò che viene semplicemente assunto come vero senza nessuna pretesa di conferma e di smentita, e questo concetto coincide esattamente con quello di postulato.
Attenendosi a queste considerazioni generiche ogni sistema deduttivo dovrebbe essere fondato solo ed esclusivamente su dei postulati, rinunciando definitivamente a tutti gli altri tipi tradizionali di premesse.
Tuttavia non è questo l'uso che si è imposto, e anzi gli approcci più diffusi in merito sembrano andare in tutt'altra direzione.

#### Premesse logiche e specifiche
Alcuni autori tentano di conservare - se non altro per ragioni di continuità lessicale - la distinzione tradizionale fra assiomi e postulati, inquadrandola in un contesto moderno. A questo proposito risulta utile prendere le mosse dalla distinzione fra gli enunciati logici e quelli specifici. Gli enunciati logici sono quelli che descrivono in generale le proprietà delle relazioni logiche (quantificatori, connettivi, eccetera), e come tali si considerano validi per ogni teoria deduttiva; invece gli enunciati specifici sono quelli che descrivono proprietà dei termini specifici che vengono impiegati da una certa teoria. Ad esempio se si afferma che quando A implica B e A è vero allora è vero anche B, si sta affermando qualcosa che attiene alla "logica", mentre se si dice che per due punti passa sempre una ed una sola retta si sta dicendo qualcosa di "specifico", e in particolare qualcosa di specifico alla geometria euclidea, per esempio.
Sebbene - come si diceva - nessun enunciato possa essere considerato necessario o evidente, gli enunciati logici, essendo presenti in ogni sistema deduttivo, risultano quanto meno "universali". Di conseguenza fra tutte le premesse su cui si fonda un sistema deduttivo quelle logiche sono quelle che maggiormente si prestano a conservare l'appellativo di assiomi, mentre quelle specifiche si possono considerare dei postulati.
Questo approccio risulta per altro piuttosto compatibile con un testo classico fondamentale come sono gli Elementi di Euclide, nel quale le "nozioni comuni", che come si è detto costituiscono gli assiomi del testo, hanno per lo più un valore universale, nel senso che si potrebbero porre fra le premesse di qualunque disciplina. Vi si afferma, ad esempio, che due cose uguali ad una stessa cosa sono uguali fra di loro, che aggiungendo e sottraendo le stesse cose a cose uguali si ottengono ancora cose uguali, eccetera. L'unica eccezione è forse costituita dalla quarta di queste nozioni comuni, la quale afferma che cose "coincidenti" sono uguali fra di loro. Oggi questa "coincidenza" viene intesa come congruenza delle figure geometriche, sicché risulta specifico della geometria affermare che due figure geometriche sono uguali (o comunque equivalenti) se congruenti, cioè se risultano sovrapponibili fra di loro per mezzo di trasformazioni che non le "deformano" (isometrie). Da questo punto di vista la quarta delle nozioni comuni di Euclide dovrebbe essere considerata specifica alla geometria, tuttavia pare che Euclide intendesse la cosa in termini più generici, e non a caso oggi il concetto di congruenza è diffuso in quasi tutti gli ambiti della matematica, dove denota in generale un tipo di equivalenza. Quanto ai postulati di Euclide, essi sono tutti specifici alla geometria.
Mentre l'approccio delineato qui sopra risulta tutto sommato piuttosto compatibile con gli Elementi di Euclide, esso non risulta affatto compatibile con scelte terminologiche più moderne, come quelle che si sono imposte a partire dai Principia di Newton e fino a uno dei testi fondamentali delle moderne discipline deduttive, come sono i Fondamenti di Geometria (1899) di Hilbert.
Newton infatti definisce assiomi le sue famose tre leggi del moto, e per il resto compaiono fra le premesse solo delle definizioni. In Newton dunque, a parte il mantenimento della pretesa di definire i termini, tutti gli assiomi risultano nettamente "specifici" alla fisica.
Quanto a Hilbert, egli è il fondatore di quell'approccio moderno che intende rinunciare alla pretesa di definire i termini in modo esplicito, mettendo assieme un numero sufficiente di premesse, tali da consentire di poter dedurre dei teoremi anche senza avere alcuna rappresentazione mentale di ciò a cui si riferiscono i termini. Così Hilbert elimina del tutto le definizioni aumentando ampiamente il numero di premesse da cui far prendere le mosse, dopo di che tutte queste premesse le chiama indifferentemente assiomi, e parla di "sistema assiomatico" per indicare qualunque sistema deduttivo, mentre la disciplina inerente viene genericamente definita "assiomatica".

#### Formule e regole di inferenza
Dal modo in cui Newton, e soprattutto Hilbert, impiegano questa terminologia sembra emergere la volontà di definire assioma qualunque premessa sulla quale possa essere costituito un sistema deduttivo, rinunciando del tutto a parlare di postulati.
Ciò in parte è vero, tuttavia bisogna anche osservare che nelle premesse di questi testi compaiono solo quelle che la moderna teoria dei sistemi formali definirebbe "formule", ovvero espressioni che attribuiscono certe proprietà a dei termini o fanno sussistere certe relazioni fra due o più termini. Invece non compaiono mai, fra quelle premesse, le regole di inferenza, cioè quelle premesse che stabiliscono sotto quali condizioni si possano dedurre certe formule da altre. Le regole di inferenza vengono infatti comunemente intese come quei "principi fondamentali" sui quali si fonda il processo deduttivo, e non vengono incluse nelle premesse di un "sistema assiomatico" come è quello di Hilbert.
Così, nonostante le scelte lessicali di Hilbert e di altri sembrino indicare una volontà di ricondurre ogni premessa ad un assioma, un'analisi più attenta della struttura di tali sistemi sembra indicare la necessità di riservare tale termine per le sole formule, escludendo le regole di inferenza.
Fatto ciò, se si decidesse di definire postulati le regole di inferenza, avendo queste ultime per lo più un carattere "logico", si avrebbe un totale ribaltamento del primo approccio delineato al punto precedente, quello che risulta più o meno compatibile con il lessico degli Elementi di Euclide. Per evitare un tale contrasto fra le varie opzioni, e anche perché non c'è alcuna valida ragione di definire postulati le sole regole di inferenza, si preferisce estendere il concetto di postulato a tutte le premesse di un sistema deduttivo, siano logiche o specifiche, siano formule o regole di inferenza, dopo di che i postulati che non siano regole di inferenza vengono definiti assiomi.

## Etimologia
Il termine "assioma" deriva da un'importante radice indoeuropea ricostruita come *ag-, la quale esprime una serie di azioni che hanno a che vedere con il condurre, il tirare, il muovere, e più in generale l'agire concretamente su degli oggetti.
Da questa radice il latino ha derivato il verbo "ago/agere", che mantiene un ampio numero di significati, e in particolare quelli originari attinenti al condurre e al portare, mentre il verbo italiano derivato, "agisco/agire", esprime più che altro il concetto generale e astratto dell'azione. In greco si ha il verbo analogo agō/agein, che si mantiene molto vicino al significato originario e assume anche altri significati, fra cui quello di pesare un oggetto sulla bilancia, e quindi "valutare". Dalla stessa radice usata in quest'ultima accezione si ha anche l'aggettivo greco axios, che originariamente significava "pesante tanto quanto", e che successivamente è stato usato per connotare ciò che ha tanto valore, dignità e pregio quanto un certo termine di paragone. Il verbo corrispondente è axiō che denota l'atto di ritenere valido, degno o di onorare qualcuno e qualcosa. Nel linguaggio filosofico questo verbo è stato impiegato da Platone e da Aristotele per i giudizi, col significato di ritenere valido un certo giudizio, e quindi di sostenerlo, di affermarne la verità.
Questi termini in ax- derivano probabilmente da un aggettivo con tema *ag-tj-o- (formatosi nel greco arcaico o anche in una fase precedente), ottenuto aggiungendo alla radice verbale *ag- il suffisso aggettivale -ti- e quindi la vocale tematica -o-. Infatti in greco l'eufonia consonantica prevede che in casi come questo il gruppo tj si muti in s, dopo di che si ha un gruppo gs nel quale la gutturale sonora diventa sorda per assimilazione parziale con la sibilante sorda che segue, e si ottiene appunto ks, reso con la grafia x.
Ora, dalla radice di un verbo o di un aggettivo il greco deriva dei sostantivi astratti usando diversi suffissi, fra cui i più usati in ambito teorico sono -ia e -ma (con tema -mat-, da cui derivano i numerosi aggettivi in -matikos). Il primo esprime la qualità astratta associata al verbo o all'aggettivo, mentre il secondo esprime solitamente il risultato dell'azione espressa dal verbo. Applicando questi due suffissi alla radice ax- (o alla presunta forma arcaica *ag-tj-) si ottiene axia, che indica il valore di una cosa o la dignità di una persona, e axiōma, che è ciò di cui uno è ritenuto degno, ovvero - nel linguaggio filosofico - il giudizio che è stato sostenuto come valido.
Questa derivazione può essere confrontata con quella di aitēma, il quale esprime pure il risultato di una certa azione, ma questa volta l'azione è quella espressa dal verbo aiteō, il quale denota l'atto di chiedere, domandare o pretendere. L'aitēma è dunque il frutto di una "pretesa" o di una "richiesta": si chiede appunto all'interlocutore di assumere per vero un certo enunciato. In latino si ha invece il verbo postulo, che pur avendo una diversa origine etimologica (deriva probabilmente dalla radice *prek-, che esprime proprio l'atto di chiedere e domandare), ha esattamente lo stesso significato del suddetto verbo greco, per cui l'esatta traduzione di aitēma è postulatum.